# Razi Cov Pars

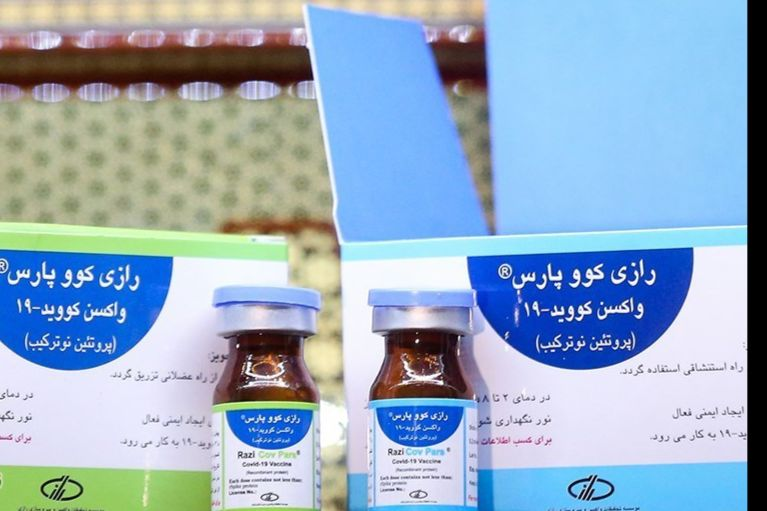

Razi Cov Pars je kandidát na vakcínu proti onemocnění covid-19 vyvinutý íránským institutem Výzkumný ústav pro vakcíny a sérum Razi.
Jedná se o druhou íránskou vakcínu proti covidu-19, která se dostala až do fáze testování na lidech a v současné době je ve fázi III klinického výzkumu, během kterého je srovnávána s vakcínou Sinopharm.

## Lékařské použití
Vyžaduje tři dávky podané 0. den (intramuskulárně), 21. den (intramuskulárně) a 51. den (intranazální sprej).

## Farmakologie
Razi Cov Pars je rekombinantní proteinová podjednotková vakcína obsahující spike protein SARS-CoV-2.

## Výroba
Od září 2021 je plánováno vyrábět jeden milion dávek vakcíny každý měsíc.